# Rome (New York)
Rome je město v okresu Oneida County ve státě New York ve Spojených státech amerických. K roku 2010 zde žilo 33 725 obyvatel. S celkovou rozlohou 196 km² byla hustota zalidnění 180,1 obyvatel na km². Leží v oblasti středního New Yorku. Leží asi 25 kilometrů severozápadně od města Utica.